# Гјаја деј Ризи (Павија)
Гјаја деј Ризи је насеље у Италији у округу Павија, региону Ломбардија.
Према процени из 2011. у насељу је живело 33 становника. Насеље се налази на надморској висини од 153 м.